# اواف‌بی
اواف‌بی (انگلیسی: Ordnance Factory Board) شرکت خوشه‌ای صنایع جنگ‌افزاری هندی است، که در سال ۱۷۱۲ تأسیس شد. این شرکت در زمینه خودروسازی، صنایع شیمیایی، صنایع الکترونیکی، فولاد، نساجی و صنایع دفاعی فعالیت می‌کند. دولت هند مالکیت تمامی سهام شرکت اواف‌بی را در اختیار دارد و وزارت دفاع هند مدیریت این شرکت را برعهده دارد.